# 打保駅

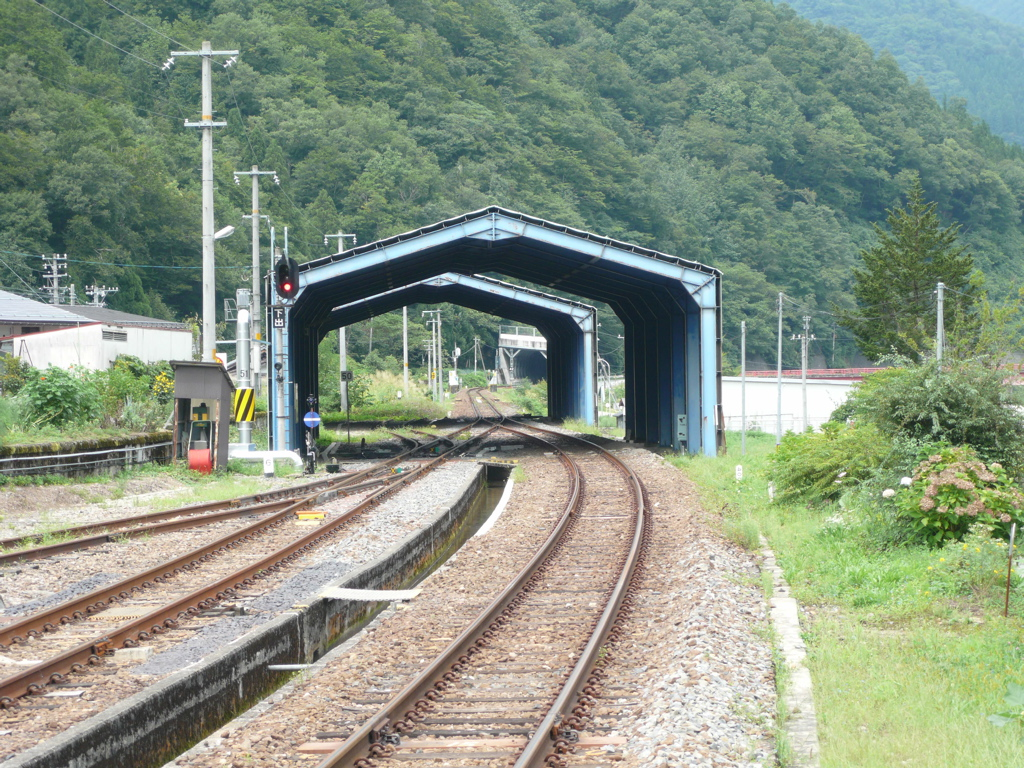
構内北側にあるスノーシェルター（2007年9月）

打保駅（うつぼえき）は、岐阜県飛騨市宮川町打保にある、東海旅客鉄道（JR東海）高山本線の駅である。

## 歴史
- 1933年（昭和8年）11月12日：鉄道省飛越線（現・高山本線）坂上 - 杉原の開通時に開業[1]。一般駅[2]。
- 1934年（昭和9年）10月25日：線路名称改定、高山本線の駅となる。
- 1973年（昭和48年）4月20日：貨物取扱廃止[2]。
- 1984年（昭和59年）2月1日：荷物扱い廃止[2]。
- 1985年（昭和60年）4月1日：無人駅化[3][4]。
- 1987年（昭和62年）4月1日：国鉄分割民営化に伴い、東海旅客鉄道（JR東海）の駅となる[2]。
- 2003年（平成15年）3月：簡易駅舎に改築[1]。
- 2004年（平成16年）10月22日：水害に伴う路盤流出に伴い、キハ48形（5803・6810）が当駅に取り残される。
- 2007年（平成19年）
  - 2月9日：不通区間工事完了、上記2両が高山駅まで搬出され、その後名古屋市のJR東海名古屋車両区まで検査のため回送された（隣の坂上駅までは自走し、その後はディーゼル機関車で牽引輸送）。
  - 9月8日：高山本線の全線復旧に伴い3年振りに営業再開。

## 駅構造
相対式ホーム2面2線を有する地上駅。構内西側1番線に猪谷方面行下り列車が停車し、構内東側2番線に高山駅方面行上り列車が停車する。
1983年まで特急「北アルプス」が富山地方鉄道へ乗入をしていた時期は当駅で「北アルプス」同士の交換が行われていた。
高山駅管理の無人駅。1番線に隣接して簡易駅舎がある。両ホームは跨線橋で連絡している。
また2番線には宮川の対岸に住む地元民が利用する際に駅舎まで回らなくても良い様に、簡易式な入出場口がある。
分岐器はスノーシェルターで覆われているが、この設備は高山本線では当駅にしか無い。2004年の台風23号に伴う災害で車両が孤立した際には、このシェルターを車両保護に使用したこともある。
駅構内や駅周辺にはトイレが無い。

### のりば
| 番線 | 路線        | 方向 | 行先           |
| ---- | ----------- | ---- | -------------- |
| 1    | CG 高山本線 | 下り | 富山方面       |
| 2    | CG 高山本線 | 上り | 高山・下呂方面 |

## 駅周辺
- 国道360号
- 飛騨みやがわ考古民俗館（国重要有形民俗文化財指定雪国特有の用具や石棒等を展示。徒歩10分程）
- 飛騨市営打保住宅
- 打保郵便局

## 隣の駅
東海旅客鉄道（JR東海）
CG 高山本線
坂上駅 - 打保駅 - 杉原駅